# Edge of Fear
Pour plus de détails, voir Fiche technique et Distribution.
Edge of Fear est un film américain réalisé par Bobby Roth sorti le 1er aout 2018.
Il réunit notamment Jodi Lyn O'Keefe, Robert Knepper, Rockmond Dunbar et Amaury Nolasco, connus pour avoir interprété respectivement Gretchen Morgan, T-Bag, C-Note et Fernando Sucre dans la série à succès Prison Break.

## Synopsis
Lors d'un séjour à la campagne, un couple de Chinois se fait attaquer par un groupe de voyous. Après avoir été poignardé, le mari va utiliser ses dernières forces pour tenter de sauver sa femme.

## Fiche technique
- Réalisation : Bobby Roth
- Scénario : Scott Barkan, Gregg Zehentner
- Musique : Richard Patrick
- Durée : 91 minutes
- Dates de sortie :  
  - États-Unis : 1er aout 2018
  - France : 31 octobre 2018

## Distribution
- Rockmond Dunbar : Mike Dwyer
- Zhu Zhu : Laura Chen
- Shen Lin : Patrick Chen
- Robert Knepper : Victor Novak
- Dean Cudworth : Gary
- Robert Crayton : Rick
- Thom Williams : Bus Driver
- Nick J. McNeil : Prisoner #1
- Stacy Hall : Prisoner #2
- Robert Patrick : Jack Pryor
- Amaury Nolasco : Nick
- Andy Mackenzie : Worm
- Jodi Lyn O'Keefe : Gina
- John Edward Lee : Keith
- Trent Brya : Charlie